# Лотте Грігель
Лотте Грігель (дан. Lotte Grigel, нар. 5 квітня 1991 у місті Есб'єрг, Данія) — колишня данська гандболістка.

## Кар'єра
Лотте Грігель у 6 років почала грати в гандбол у клубі Есб'єрг (KVIK Esbjerg) З клубом вона виграла чемпіонат Данії у віковій групі Piger у 2006 році та чемпіонат Данії у віковій групі Dame Junior у 2008 році. У 2008 році перейшла в клуб Есб'єрг («Team Esbjerg»), де виступала у вищій лізі Данії.
Грігель провела 43 міжнародні матчі за збірну Данії U18, у яких забила 203 голи. Влітку 2008 року Грігель посіла третє місце на чемпіонаті світу U18 і була обрана найкращою гравчинею. 14 жовтня 2008 року виступала за жіночу збірну Данії у віці 17 років, 6 місяців і 9 днів, що зробило її четвертою наймолодшою дебютанткою в збірній Данії. Того ж року вона посіла 11-те місце на чемпіонаті Європи у Македонії. У листопаді 2015 року приєдналася до російського клубу першого дивізіону «Ростов-на-Дону». У 2017 році з «Ростовом» виграла Кубок ЄГФ і чемпіонат Росії. З літа 2017 року мала контракт з угорським клубом «ВСК Дебрецен» (угор. DVSC або Debreceni Vasutas Sport Club — Залізничний спортивний клуб «Дебрецен»). З сезону 2019/20 Грігель підписала контракт із клубом першого дивізіону Франції «Нант Атлантік Гандбол» (фр. «Nantes Atlantique Handball»). Її контракт із «Нантом» закінчився влітку 2021 року. У лютому 2021 року Грігель оголосила про свою вагітність і після народження дитини завершила кар'єру.
З 2023 року Грігель працює на телебаченні експерткою з гандболу під час трансляцій на данському телеканалі DR (Данське радіо, дан. Danmarks Radio - DR).